# Bianca Rowland
Bianca Rowland est une joueuse de volley-ball américaine née le 5 septembre 1990 à Everett (Washington). Elle mesure 1,83 m et joue au poste de centrale.

## Clubs
| Club                     | De        | À         |
| ------------------------ | --------- | --------- |
| University of Washington | 2008-2009 | 2010-2011 |
| VB Franches-Montagnes    | 2012-2013 | 2012-2013 |
| VolleyStars Thüringen    | 2013-2014 | 2013-2014 |
| Vannes Volley-Ball       | 2014-2015 | …         |

## Palmarès
- Coupe d'Allemagne
  - Finaliste : 2014.